# Danse néo-classique
Pour les articles homonymes, voir Néo-classique.
La danse néo-classique est une conception de la danse qui se développe au XXe siècle avec les Ballets russes de Serge de Diaghilev, en même temps que se développe la musique néo-classique. Michel Fokine, puis entre autres George Balanchine (Apollon musagète en 1928), Serge Lifar (Les Créatures de Prométhée en 1929), Ninette de Valois (Job en 1931) se démarquent de l'esthétique linéaire du ballet du XIXe siècle et intègrent peu à peu les formes angulaires et les articulations brisées.
Dans la seconde moitié du XXe siècle, des chorégraphes comme Frederick Ashton (Les Rendezvous en 1933), Roland Petit (Le Jeune Homme et la Mort en 1946), Maurice Béjart, ou plus récemment John Neumeier, Jiří Kylián, Thierry Malandain, Jean-Christophe Maillot, ou William Forsythe développeront considérablement cette conception en actualisant la tradition académique et en lui donnant un véritable vocabulaire original. Par certains aspects, l'écriture d'Angelin Preljocaj peut être aussi associée à la danse néoclassique. 

## Histoire
Au début du XIXe siècle, le Néoclassicisme définissait un genre littéraire et artistique qui venait de l’antiquité. Le terme « ballet néoclassique »  est utilisé pour les chorégraphies basées sur la danse classique mais possédant quelques modifications telles que les positions angulaires, articulations brisées, sorties d’axe, parallèles, etc.
En 1905, Isadora Duncan, une danseuse américaine, révolutionne la danse en reprenant une tradition perdue : avec des tenues vaporeuses, ses cheveux lâchés et pieds nus. Par cette tradition elle propose une nouvelle voie à la danse qui aura beaucoup d’influence sur les artistes du XXe siècle.
La véritable révolution académique se produit grâce à Michaïl Fokine, premier chorégraphe des ballets russes de Diaghilev. Cette nouveauté n’est pas toujours bien acceptée par le public de l’époque car ils n’étaient pas préparés à de tels changements.
Le ballet Néoclassique se caractérise par des collaborations entre artistes modernes. Georges Balanchine et Serge Lifar sont ceux qui ont revendiqué ce genre Néoclassique pour nommer leurs chorégraphies.

## Georges Balanchine (1904-1983)
Né à Saint Pétersbourg en 1904 et mort à New York en 1983, Georges Balanchine s’impose comme un grand chorégraphe du XXe siècle. Il a fait connaitre la danse classique et la fait danser à des hommes aux corps athlétiques dans le monde de la comédie musicale à New York.  C’est à l’âge de 16 ans qu’il introduit la pratique de la danse classique pieds nus. Lorsqu’il déménage à Paris il entrera dans la troupe des Ballets Russes en 1924 et en deviendra le chorégraphe un an après. Son style Néoclassique est caractérisé par des mouvements libérés des épaules, des bras, des mains. Également par des parallèles, des demi-pliés sur pointe, des déhanchés et sorties d’axes.

## Serge Lifar (1904-1986)
C’est en renouvelant la tradition académique du Ballet de l’Opéra de Paris en 1930 que Lifar a connu la popularité. En 1923 il est engagé comme premier danseur de la compagnie des Ballets Russes, et en 1929 il remplace le dirigeant. Lifar va demander beaucoup d’exigence technique et élargit le répertoire. Il propose de nouvelles créations comme celle d’une classe d’adage, de la 6e et 7e position. Il poursuit son activité de chorégraphe jusqu’en 1969.

## Chorégraphies néo-classiques
Balanchine
- Jack in the box (1926)
- Apollon Musagète (1928)
- Les créatures de Prométhée (1929)
- Le fils prodigue (1929)
- Sérénade (1935)
- On your toes (1936)
- Lac des Cygnes (1951)
- Reprise Casse Noisette (1954)
- Agon (1957)
- Joyaux (1967)

Lifar
- Icare (1935)
- Suite en Blanc (1943)

Après Balanchine et Lifar, d’autres chorégraphes continuent d’interpréter le néo-classique tels que :
- Roland Petit à l'Opéra de Paris (Le jeune homme et la mort, Carmen, Le loup, Notre dame de Paris, ...)
- Jiri Kylian au Nederland Dans Theater (Petite Mort, Bella Figura, Falling Angels, ...)
- William Forsythe au Ballet de Francfort (Artifact, In the middle somewhat elevated, Loss of small details, One flat thing, ...)
- John Neumeier au ballet de Hambourg  (La Dame aux camélias, les symphonies de Malher, ...)